# Aposematisme
Aposematisme er en forsvarsstrategi blandt giftige dyr og planter. Dyr og planter anlægger farve og/eller mønstre med det formål at afskrække rovdyr fra at spise dem.
Et godt et eksempel er den syvplettede mariehøne, hvis røde farve signalerer, at den er giftig eller smager dårligt, hvilket er sandt. Den syvplettede mariehøne kan udskille et gult sekret, der lugter og smager kraftigt. Sekretet må have samme virkning på rovdyr, der ikke er interesseret at spise noget, der lugter og smager så dårligt. Disse to velfungerende forsvarsmekanismer gør, at mariehønen ikke behøver at gemme sig.